# Lucile Jérome
Pour les articles homonymes, voir Jérome.
Lucile Jérôme, née le 27 novembre 2003  est une joueuse française de basket-ball évoluant au poste de meneuse de jeu.

## Biographie
Lucile Jérôme débute le basket-ball à l’âge de quatre ans dans un petit village de Picardie. 
Ensuite elle fait deux ans de Pôle Espoir avant de rejoindre pendant deux ans le centre de formation de Mondeville 
Après cela elle alterne entre équipe espoir et professionnelle au centre de Nantes.
Elle rejoint Ifs en Nationale féminine 1 (3e division) en 2022 avec qui elle accède à la finale du Trophée féminin NF1 2023 où elle se révèle, malgré la défaite face à Nice.
En juin 2023, Lucile Jérome s'engage avec l'USO Mondeville.
Lors de l’été 2023, elle porte pour la première fois le maillot de l’équipe de France, elle y est sacrée championne d’Europe.

## Clubs
| Saisons   | Équipe         | Pays   |
| --------- | -------------- | ------ |
| 2022-2023 | CB Ifs         | France |
| 2023-2025 | USO Mondeville | France |
| 2025-     | Flammes Carolo | France |

## Palmarès

### En club
- Finaliste du Trophée Coupe de France féminin 2023

### En sélection nationale
- Championne d’Europe des moins de 20 ans : 2023

### Distinctions personnelles
- First Pick Third Team Ligue Féminine de Basket 2 : saison 2023-2024
- First Pick Third Team Ligue Féminine de Basket 2 : saison 2024-025
- First Pick All Star Starter Ligue Féminine de Basket 2 : saison 2023-2024
- First Pick All Star Captain Ligue Féminine de Basket 2 : saison 2024-2025